# BSA C15
La BSA C15 était une moto monocylindre de 250 cm3 à soupapes en tête fabriquée par la société britannique BSA de Septembre 1958 à 1967. Elle fut la première BSA à quatre temps à boite de vitesses intégrée.

## Contexte historique
Pendant la majeure partie de cette période, après l'apparition en 1961 des «Learner Laws» (Loi sur les apprentis conducteurs), une 250 cm3 était la moto solo de plus grosse cylindrée qu'un apprenti motard pouvait conduire non accompagné au Royaume-Uni avec l'affichage de plaques L. Une version dérivée Sport fut ajoutée en 1961, et des versions tout-terrain, Trials et Scramblers, étaient également disponibles dans la gamme.
Avec seulement 15 chevaux, le manque de puissance de la C15 signifiait pour BSA qu'il lui était difficile de rivaliser avec les motos japonaises plus sophistiquées (comme les Honda C71 et CB72) qui commençaient à arriver au Royaume-Uni dans les années 1960.

## Conception et développement
BSA ayant acquis la marque Triumph en 1951 la BSA C15 250 cm3 quatre temps fut dérivée de la 200 cm3 Triumph Tiger Cub, elle-même provenant de la 150 cm3 Terrier. Edward Turner devint le chef de la division transport de BSA et en 1958, BSA lança le concept de construction unit, où le moteur et la boîte de vitesses étaient combinés en une seule pièce plutôt que des composants séparés. La BSA C15 'Star' est le premier modèle à construction unit et s'est avéré plus fiable et économique que son prédécesseur, la BSA C11 
Le moteur C11 avait un cylindre en acier et une culasse en alliage avec des soupapes en tête. Celles-ci étaient actionnées par des tiges de poussée fonctionnant dans un tube séparé vers des culbuteurs entièrement fermés. L'arbre à cames était entraîné directement à partir du vilebrequin par des engrenages obliques entraînant la pompe à huile ainsi que le disjoncteur de contact monté derrière le cylindre via un arbre. L'alternateur était à gauche et l'entraînement primaire se faisait via une chaîne duplex et un embrayage multi-disques. La boîte à quatre rapports se trouvait à l'arrière du carter divisé verticalement. Le cadre était à simple boucle avec deux rails sous le moteur et une suspension arrière à bras oscillant. Les deux roues étaient en 17 pouces avec des moyeux en fonte. Sous la selle se trouvaient le réservoir d'huile à droite et une boîte à outils à gauche. Entre les deux se trouvait un panneau de contact d'allumage qui masquait la batterie. Le phare avant était installé dans une nacelle qui abritait également les instruments et les interrupteurs comme c'était la mode à l'époque. Des garde-boue profonds étaient installés sur le modèle standard qui lui donnait un aspect plus solide qu'il ne l'était réellement.

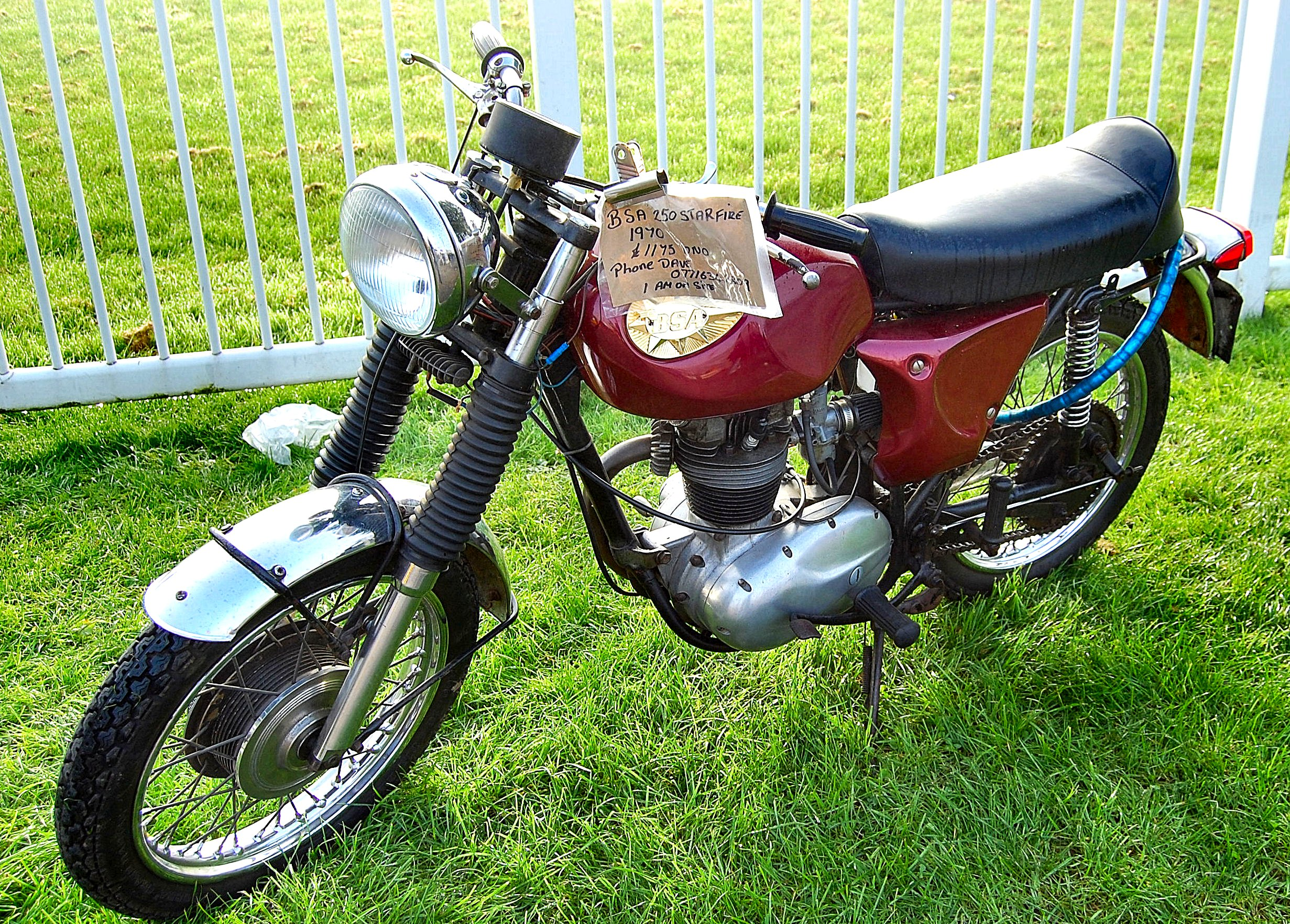
BSA Starfire

Successeur de la C11, la C15 avait un cadre entièrement repensé et un moteur de 250 cm3. La moto nécessitait un entretien minutieux car elle était sujette aux fuites d'huile et aux pannes électriques. De plus il n'était pas rare qu'elle rencontre des problèmes de boîte de vitesses, des défaillances du pignon de soupape ainsi que des problèmes de réglage d'embrayage. Initialement le boîtier du disjoncteur de contact dépassait à l'arrière du cylindre au-dessus de la boîte de vitesses, mais il fut ensuite déplacé vers le carter droit, accessible via une plaque circulaire.
BSA développa des modèles avec une cylindrée augmentée à 441 cm3, commercialisés sous le nom de BSA B44 Shooting Star et BSA Victor Special . Suivant le travail de développement en production des B40 Victor de Jeff Smith (carters, roulements, pompe à huile avec système de circulation et composants de boîte de vitesses), le bas de gamme C15  fut amélioré de la même manière à partir de 1966 .
En 1967, la C15 250 cm3 fut remplacée par les modèles B25 'Starfire' et C25 'Barracuda, qui avaient une roue arrière rapidement détachable et un système électrique en 12 volts.

## Modèles

### BSA C15 Star
La C15 Star de 1959 fut le premier modèle de la série.

BSA C15 Star 1959
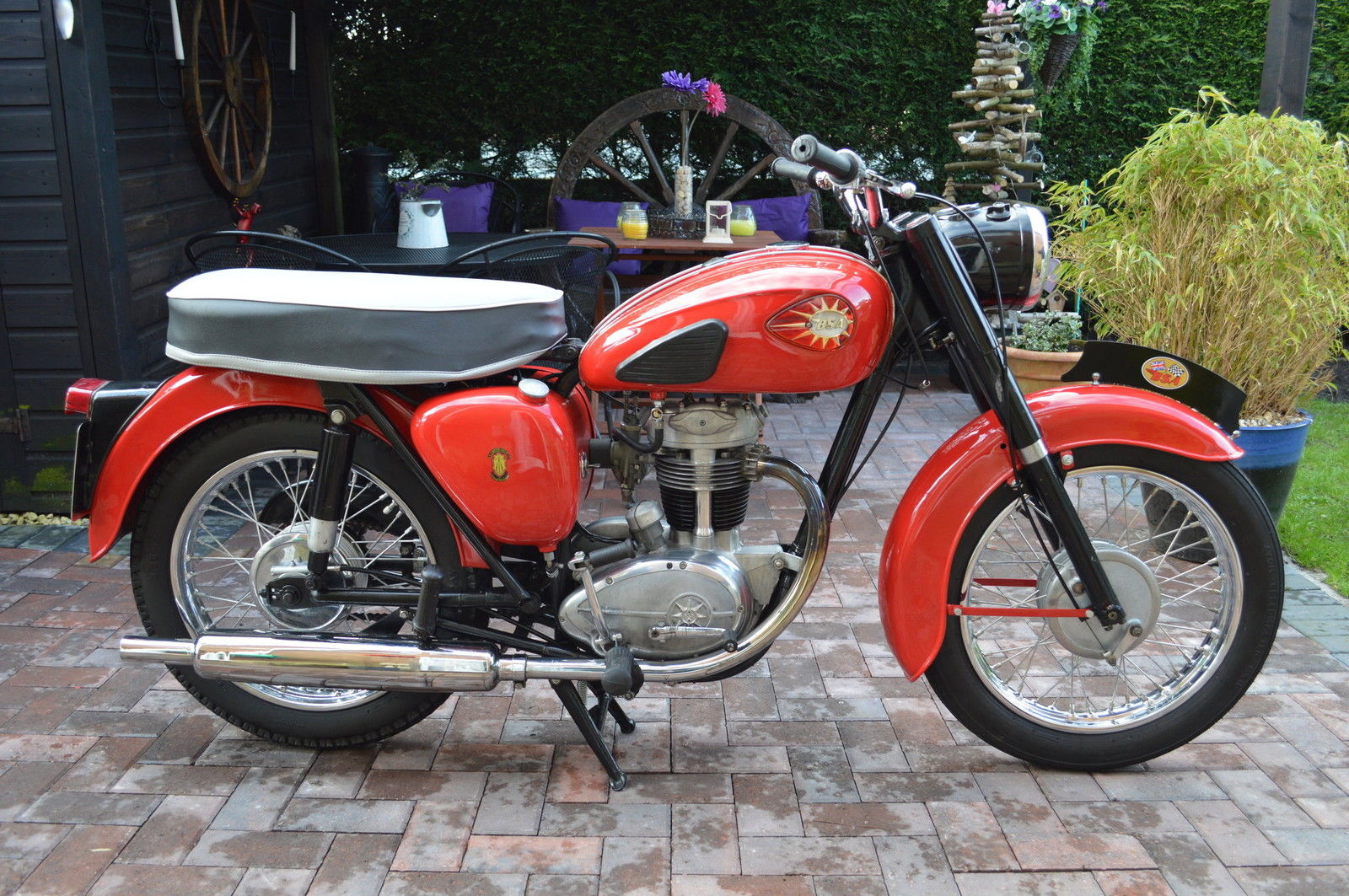
C15 Star vue droite
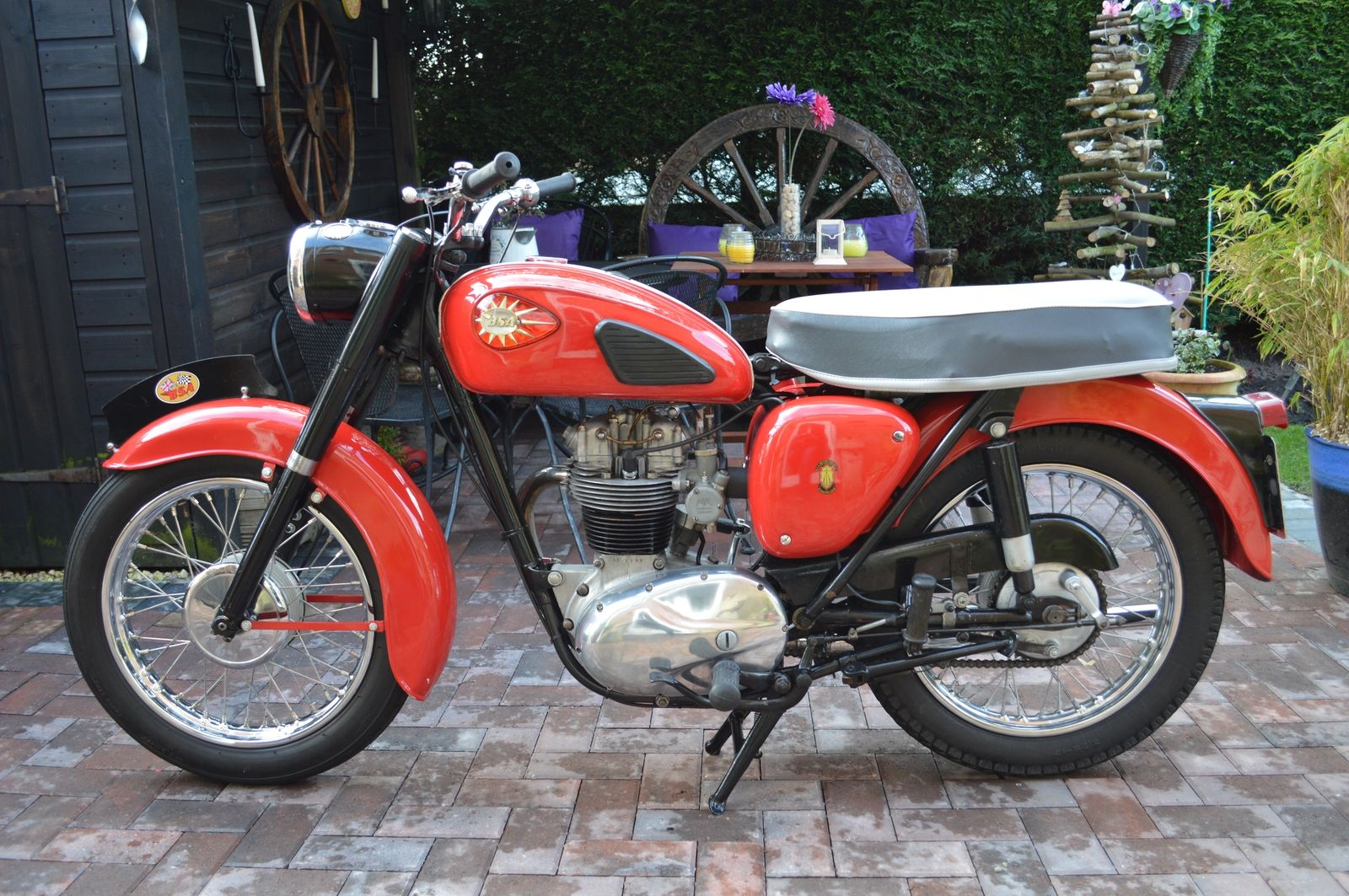
C15 Star vue gauche
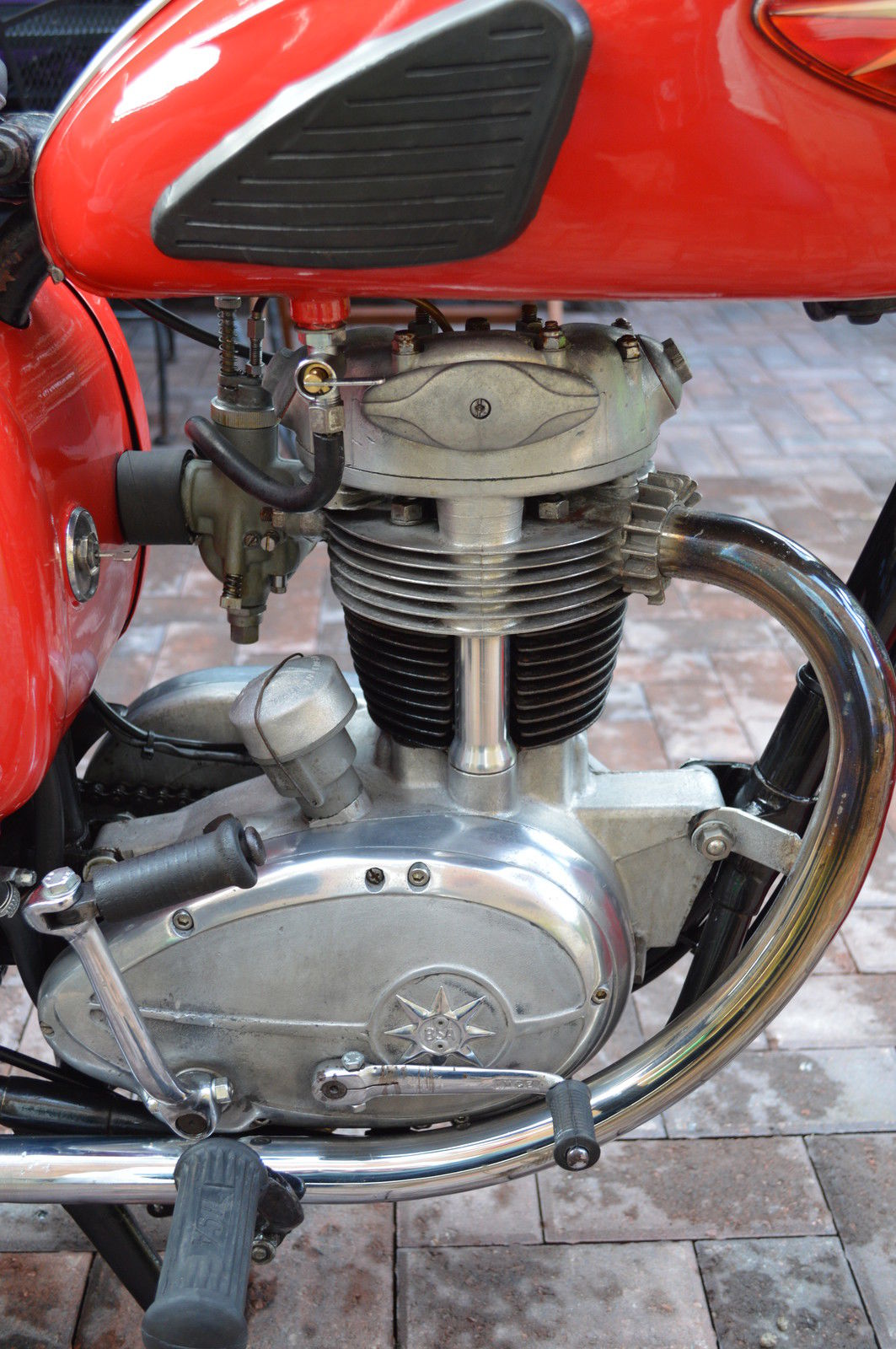
Moteur C15 Star
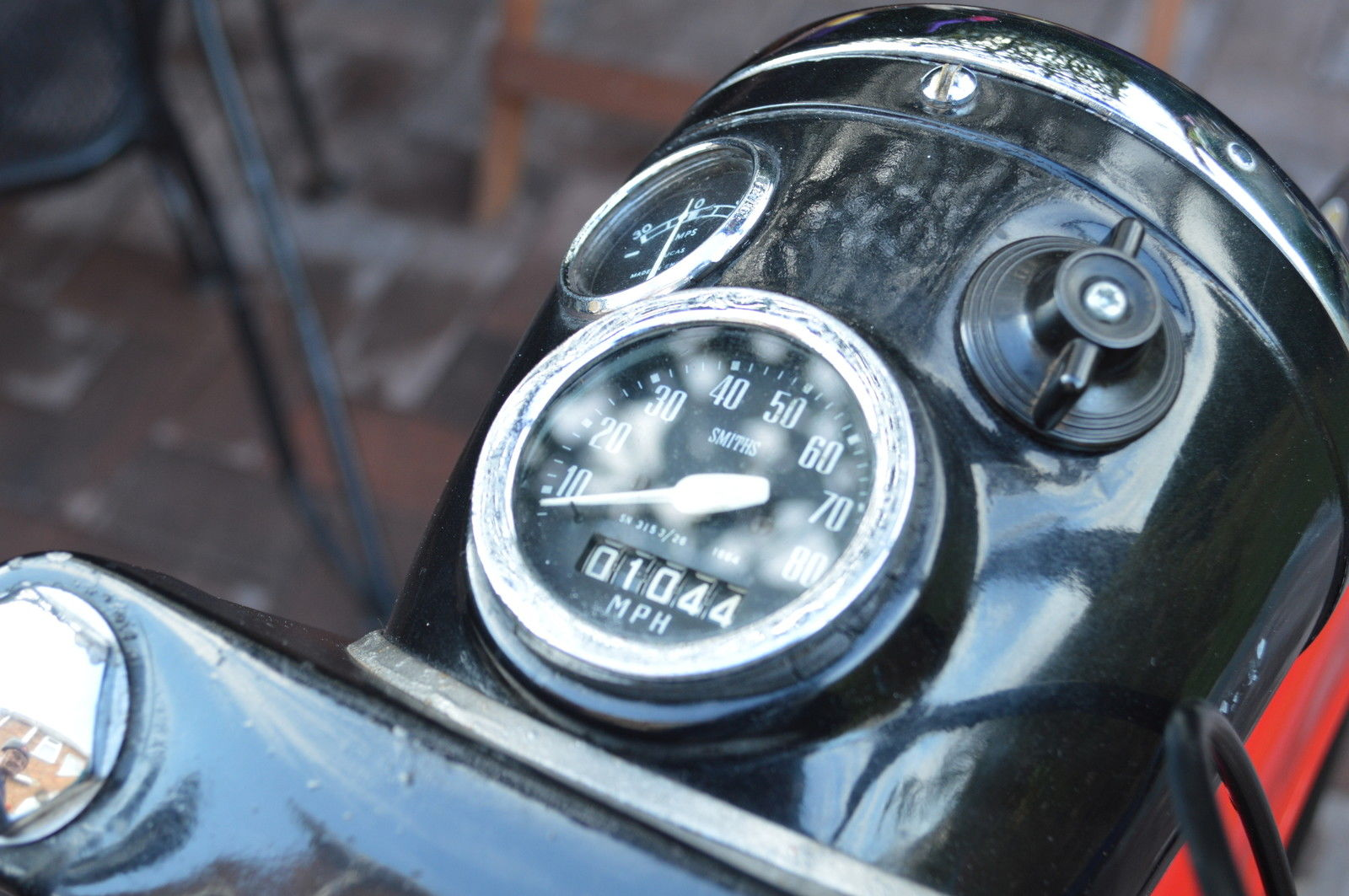
Compteur C15 Star

### BSA C15 'Sportsman' (SS80)
En 1961, le modèle "Super Sports" (SS80) ou C15 Sportsman rejoint la gamme, avec un moteur amélioré, des culbuteurs à rouleaux plus gros et un guidon bas. Une version 350 plus rapide, la SS90 basée sur le BSA B40 fut également ajoutée à la gamme mais ne fut pas un gros succès pour le grand public - car la moto était trop puissante pour les apprentis motards et trop petite pour ceux qui avaient passé leur test de moto. La B40 était par contre idéal pour une utilisation militaire, notamment avec les forces armées britanniques.

### BSA C15G
La C15G fut produite de 1966 à 1967. Elle fut la dernière moto avec le moteur C15. Elle embarquait un roulement principal du côté distribution du roulement à billes, un entraînement des rouleaux sur le côté avec des carters renforcés, une pompe à huile plus grande et des roulements de l'arbre de transmission de la boîte de vitesses à aiguilles.

### BSA C15T

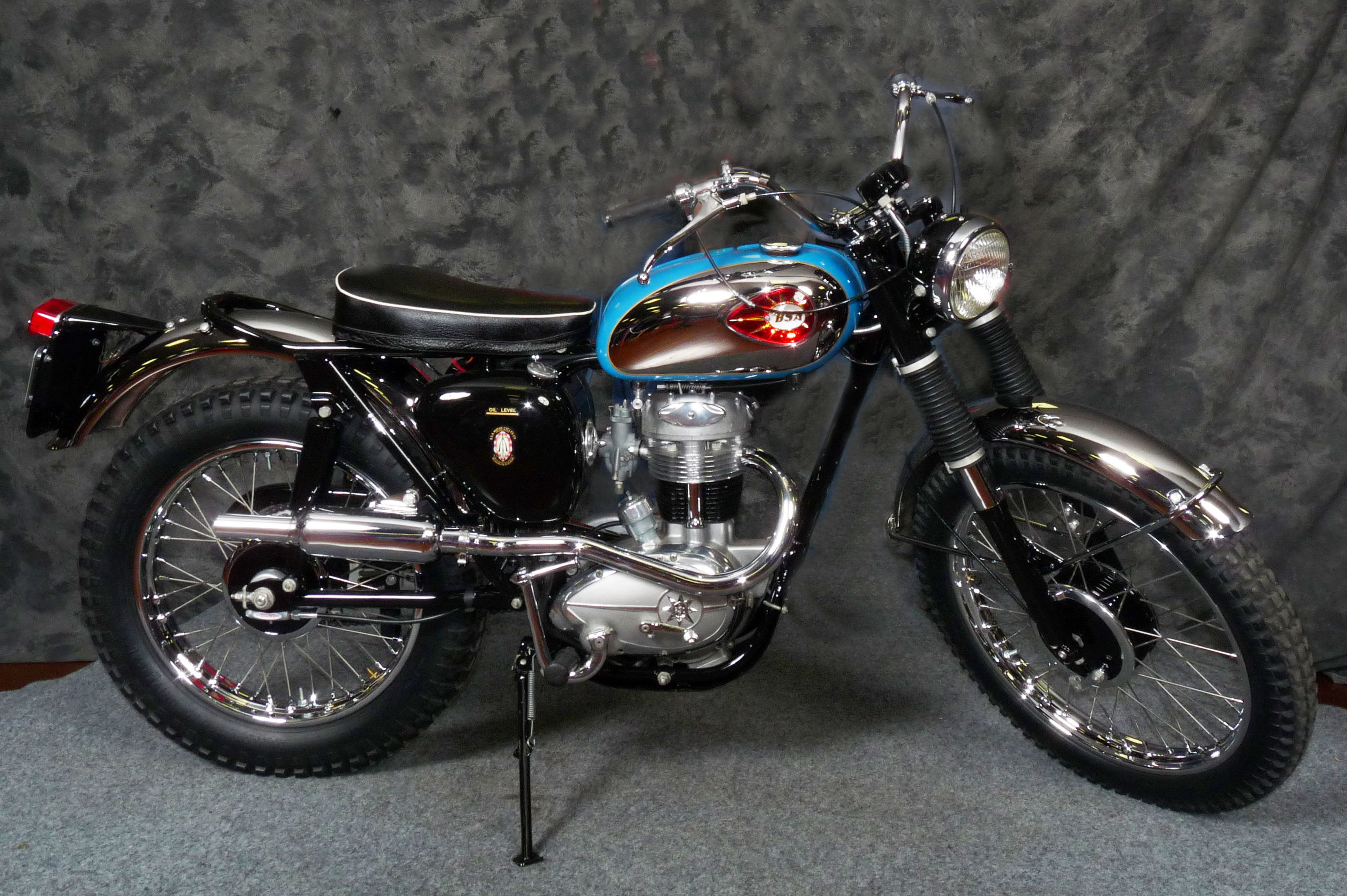
Trial C15T de 1961

La BSA C15T était une version trial avec un cadre aux débattements plus grands équipé d'une plaque renforcée, de rapports de vitesse spéciaux adaptés à une utilisation tout-terrains et un tube d'échappement en hauteur. Un réservoir spécial et un éclairage optionnel permettaient de la convertir légalement pour une utilisation sur route. Le moteur tout alliage avait un arbre à cames spécial était spécialement réglé pour une utilisation trial en tout-terrain. La C15T s'est avéré compétitif au niveau des clubs et au niveau national. Elle est restée inchangée dans la gamme BSA jusqu'en 1965.

### BSA C15T Trials Cat
En 1964 et 1965, les BSA C15T 'Trials Cat' réalésés à 500 cm3 et pilotées par Jeff Smith remportèrent le Championnat du Monde 500 cm3 de moto-cross. Ce succès conduisit au développement de la version 441 cm3 BSA Victor Scrambler.

### BSA C15S
La BSA C15S était la version motocross de compétition de la BSA Star 250 cm3 produite entre 1959 et 1965. Comme avec la version trial, la C15S économisait le poids d'une batterie grâce à un système électrique de «transfert d'énergie» notoirement peu fiable. Le problème était que le timing et l'écart de points nécessitaient un réglage beaucoup trop soigné pour une moto de compétition. Le scrambler C15 n'avait pas de silencieux, des pneus spéciaux, des ressorts de fourche renforcés et des soufflets de fourche en caoutchouc pour protéger les joints.

### BSA C15 Starfire
Le Roadster C15 Starfire fut produit entre 1963 et 1964 avec des garde-boue chromés et des panneaux latéraux de réservoir. La selle et le réservoir furent transformés, donnant à la moto une apparence plus moderne.

### BSA C15P
La C15P était un modèle spécial pour la police produit entre 1963 et 1967.